# Château de Bois-Boudran
Le château de Bois-Boudran est un château français situé dans la commune de Fontenailles en Seine-et-Marne.

## Historique
Une partie du château actuel est construite au XVIIe siècle. C'est le corps de logis de style classique donnant sur le côté nord, agrandi  par une aile de style premier empire, du côté sud. Le domaine est acquis au début du XIXe siècle par le comte Jean-Henry-Louis Greffulhe pour en faire un domaine de chasse. Il passe ensuite par héritage au comte Charles Greffulhe, puis à son fils le comte Henry Greffulhe. 
Celui-ci agrandit encore le domaine (4500 hectares). Tout un bâtiment était occupé par le régisseur et huit secrétaires administrant le domaine .
Il fait construire une aile droite monumentale, conçue par Ernest Sanson, l'architecte du Palais Rose de Boni de Castellane, comportant un théâtre, un grand salon d'apparat, une immense salle à manger, des appartements d'invités. Cette aile est décorée dans le style XVIIIe siècle par le décorateur Georges Hoentschel, à partir de boiseries anciennes. Elle a été démolie dès les années 1960.
Le comte y pratiquait la chasse à tir et à courre et avait constitué une importante bibliothèque composée d’ouvrages cynégétiques, qui fut vendue en partie le 9 décembre 1937 à la Galerie Charpentier par le commissaire-priseur Étienne Ader.
Le comte, qui était conseiller général et, quelque temps, député, et la comtesse Greffulhe, célèbre hôtesse de la fin du XIXe siècle et du début du XXe siècle, inspiratrice de Marcel Proust et du peintre Antonio de La Gandara, y invitèrent la société mondaine, intellectuelle et politique de leur époque. Les présidents de la République y côtoyaient des têtes couronnées d'Europe à l'occasion des fameuses chasses qui avaient lieu de septembre à janvier. On y lâchait certaines années trente mille faisans.
Le château fait partie aujourd'hui du golf de Fontenailles. Des chasses sont encore organisées dans une partie importante de l'ancien domaine (plaines, bois et marais).

## Propriétaires
- Jean-Henry-Louis Greffulhe (1774-1820), comte, nommé pair de France par Louis XVIII, maire de la commune de Fontenailles en 1820.
- Louis-Charles Greffulhe (1814-1888), fils du comte Jean-Henry-Louis Greffulhe.
- Henry Greffulhe (1848-1932), fils du comte Louis-Charles Greffulhe et de la comtesse Félicie de La Rochefoucauld d'Estignac, mari d'Élisabeth de Caraman, élu député de 1889 à 1893, puis conseiller cantonal.